# Vlad (nome)
Vlad (in cirillico: Влад) è un nome proprio di persona romeno e russo maschile

## Varianti
- Russo
  - Femminili: Влада (Vlada)

### Varianti in altre lingue
- Ceco: Vladan[1]
- Croato: Vlado[1]
- Lettone: Valdis[2]
- Lituano: Valdas[2]
- Polacco: Włodek[1]
- Serbo: Владан (Vladan)[1], Влада (Vlada), Владо (Vlado)[1]
- Slovacco: Vladan[1]

## Origine e diffusione
Si tratta di un ipocoristico di nomi slavi comincianti con volod, elemento che vuol dire "governare", come ad esempio Ladislao e Vladimiro. Le forme lettone e lituana, Valdis e Valdas, possono anche essere abbreviazioni di Visvaldis/Visvaldas, o anche di Valdemaro, un nome germanico imparentato con Vladimiro.

## Onomastico
L'onomastico può essere festeggiato lo stesso giorno di quello del nome da cui è derivato.

## Persone
- Vlad Chiricheș, calciatore rumeno

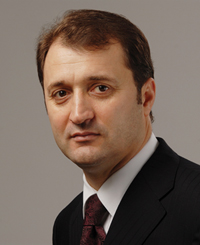
Vlad Filat

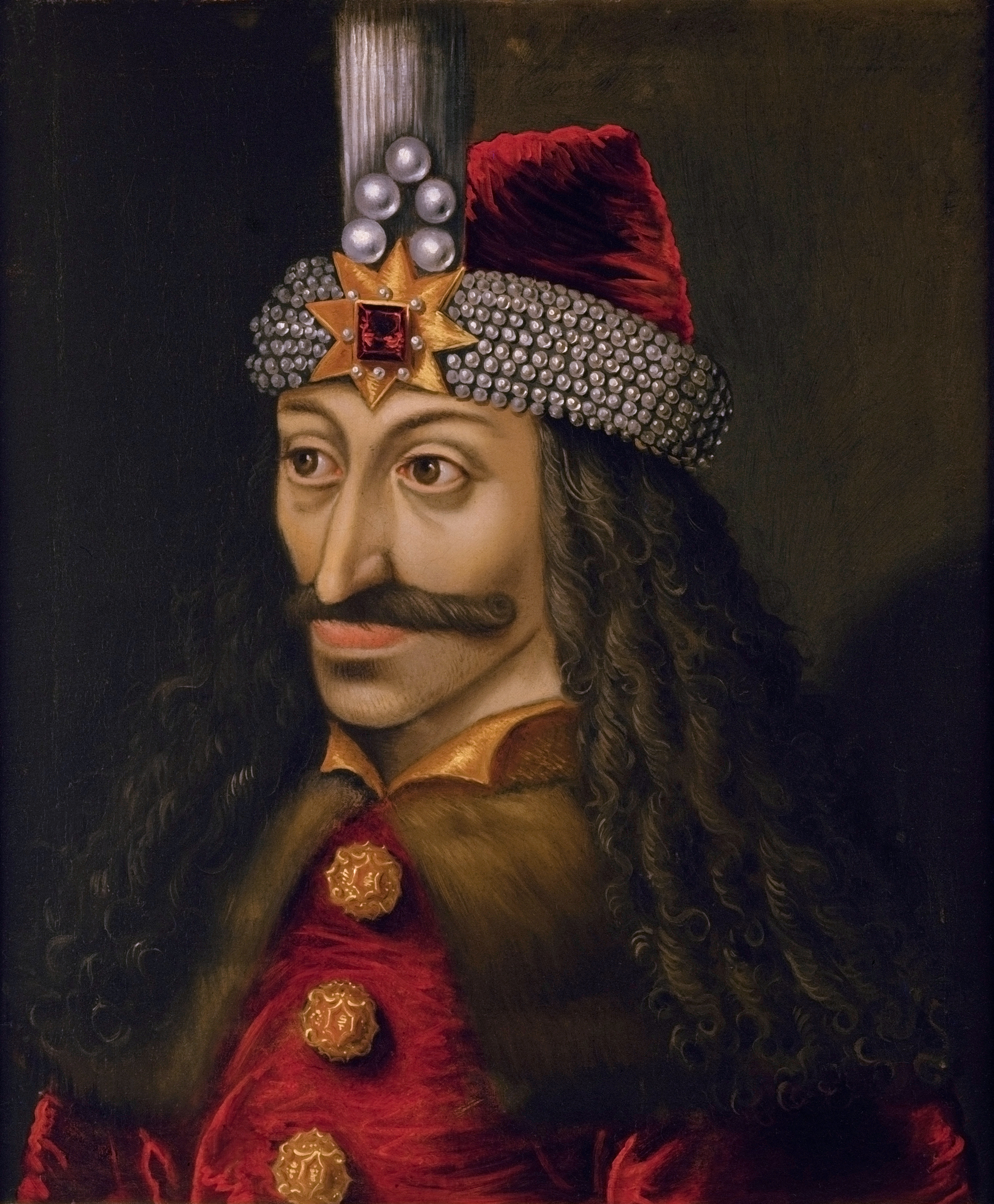
Vlad III di Valacchia

- Vlad Filat, politico e giurista moldavo
- Vlad Moldoveanu, cestista rumeno
- Vlad Munteanu, calciatore rumeno

### Voivoda di Valacchia
- Vlad III di Valacchia o Vlad Țepeș, voivoda di Valacchia
- Vlad IV Călugărul, voivoda di Valacchia
- Vlad V cel Tânăr, voivoda di Valacchia
- Vlad VII Înecatul, voivoda di Valacchia
- Vlad II Dracul, voivoda di Valacchia
- Vlad I Uzurpatorul, voivoda di Valacchia
- Vlad VIII Vintilă de la Slatina, voivoda di Valacchia

### Variante Vlada
- Vlada Avramov, calciatore serbo
- Vlada Jovanović, allenatore di pallacanestro serbo
- Vlada Stošić, calciatore jugoslavo
- Vlada Vukoičić, allenatore di pallacanestro serbo

### Variante Vladan
- Vladan Alanović, cestista croato

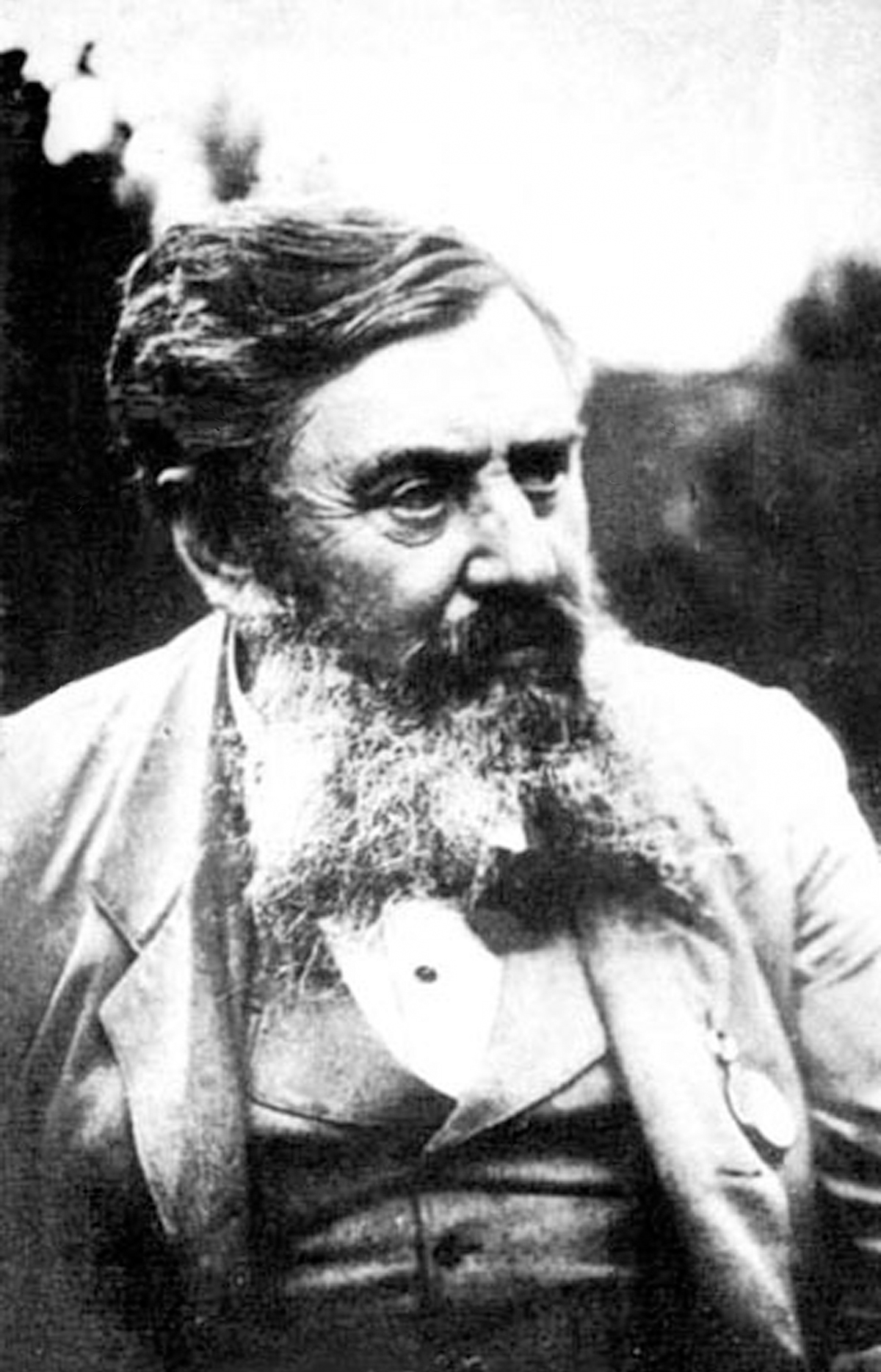
Vladan Đorđević

- Vladan Đorđević, politico e scrittore serbo
- Vladan Grujić, calciatore bosniaco
- Vladan Lukić, calciatore jugoslavo

### Variante Vlado
- Vlado Bučkovski, politico macedone
- Vlado Čapljić, calciatore e allenatore di calcio bosniaco
- Vlado Černozemski, criminale macedone
- Vlado Dapčević, politico jugoslavo
- Vlado Ilievski, cestista macedone
- Vlado Jeknić, calciatore montenegrino
- Vlado Kreslin, musicista e compositore sloveno
- Vlado Miloševič, calciatore sloveno
- Vlado Milunić, architetto ceco
- Vlado Perlemuter, pianista lituano naturalizzato francese
- Vlado Petković, pallavolista serbo
- Vlado Šćepanović, cestista montenegrino
- Vlado Šmit, calciatore serbo

### Variante Valdis
- Valdis Birkavs, politico lettone

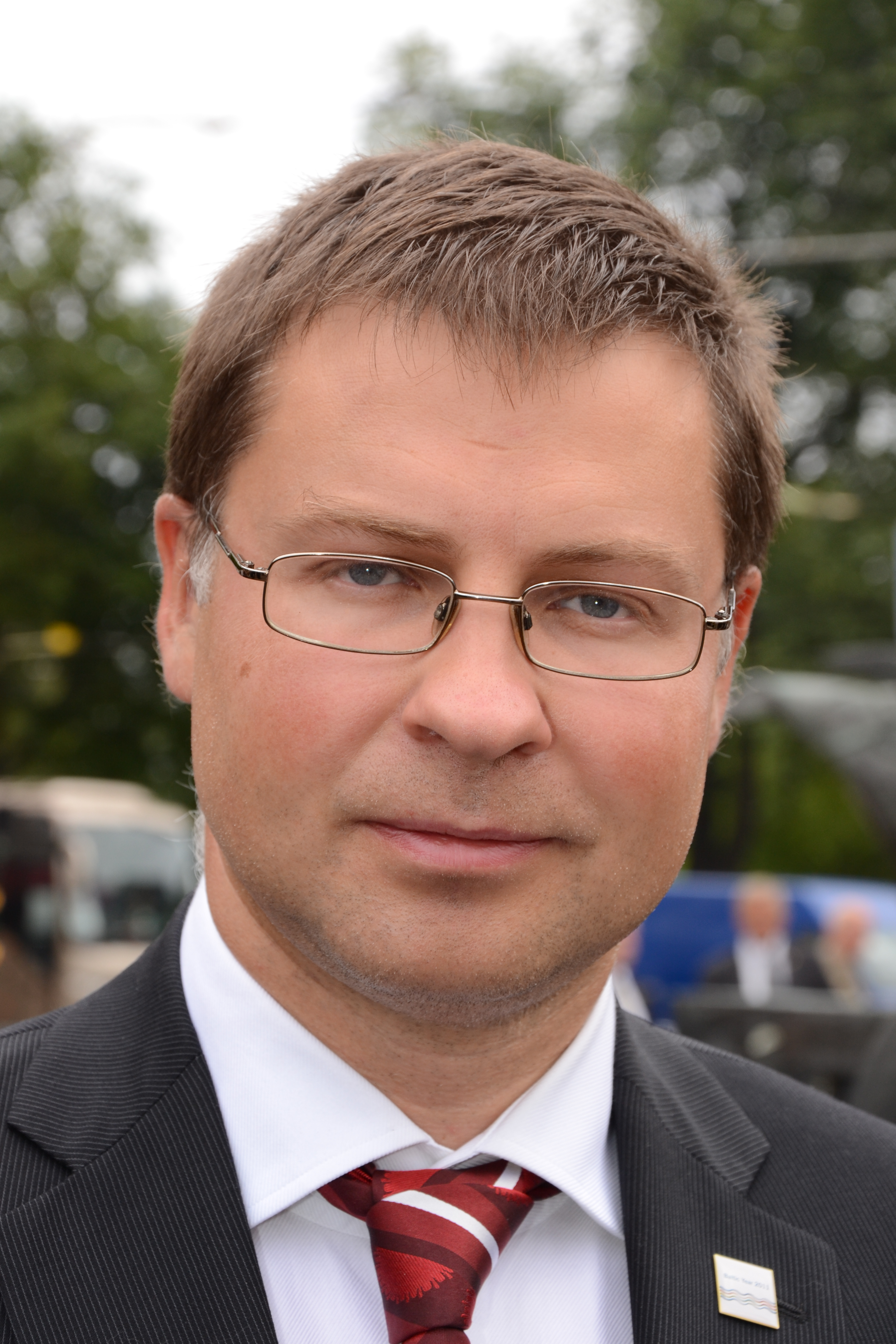
Valdis Dombrovskis

- Valdis Dombrovskis, politico lettone
- Valdis Muižnieks, cestista lettone
- Valdis Valters, cestista e allenatore di pallacanestro lettone
- Valdis Zatlers, politico lettone

### Variante Valdas
- Valdas Adamkus, politico lituano
- Valdas Ivanauskas, calciatore e allenatore di calcio lituano

### Variante femminile Vlada
- Vlada Rosljakova, modella russa

## Il nome nelle arti
- Vlad è un personaggio di Matrix.